# 66 Arietis
66 Arietis, som är stjärnans Flamsteed-beteckning, är en dubbelstjärna belägen i den mellersta delen av stjärnbilden Väduren. Den har en kombinerad skenbar magnitud på ca 6,03 och är mycket svagt synlig för blotta ögat där ljusföroreningar ej förekommer. Baserat på parallaxmätning inom Hipparcosuppdraget på ca 15,5 mas, beräknas den befinna sig på ett avstånd på ca 210 ljusår (ca 64 parsek) från solen. Den rör sig bort från solen med en heliocentrisk radialhastighet av ca 49 km/s.

## Egenskaper
Primärstjärnan 66 Arietis A är en orange till gul underjättestjärna av spektralklass K0 IV. Den har en radie som är ca 6 solradier och utsänder ca 18 gånger mera energi än solen från dess fotosfär vid en effektiv temperatur av ca 4 900 K.
Följeslagaren 66 Arietis av magnitud 10,4, är belägen med en vinkelseparation på 0,810 bågsekunder från primärstjärnan vid en positionsvinkel på 65°.